# Essebach
Der Essebach, auch Esse genannt, ist mit 11,6 km Fließstrecke nach dem Vockebach der zweitlängste und zugleich ein nördlicher bzw. rechtsseitiger Zufluss der Pfieffe im Osthessischen Bergland in den nordhessischen Kreisen Werra-Meißner und Schwalm-Eder.
Sein Einzugsgebiet umfasst 28,574 km².

## Name
In den ersten schriftlichen Aufzeichnungen wird der Essebach als Osße (1482) oder Oeß (1562–86) bezeichnet. Der Name leitet sich von der germanischen Wurzel *aus-a- für 'schöpfen' im Sinne von 'wo gegossen, geschöpft wird' ab.

## Verlauf
Der Essebach entspringt im Westteil des Werra-Meißner-Kreises im Fulda-Werra-Bergland, einem Teil des Osthessischen Berglands. Seine Quelle liegt zwischen dem Kernort von Hessisch Lichtenau und dessen südlichem Stadtteil Retterode bei der ehemaligen Zeche Glimmerode auf rund 375 m ü. NHN. Etwas westlich davon liegt der Hamberg (433,9 m) mit der Wüstung Oberndorf.
Der südsüdwestwärts in der Spangenberger Senke als Grenze von Melsunger Bergland im Westen und Stölzinger Gebirge im Osten zumeist entlang der Bundesstraße 487 verlaufende Essebach fließt anfangs durch das östlich vom Himmelsberg (563,7 m), der höchsten Erhebung der Günsteröder Höhe, gelegene Dorf Retterode. Danach passiert er die ehemalige Walbachsmühle. Anschließend verläuft er südöstlich unterhalb des Pentersrück (562,2 m), der zweithöchsten Erhebung der Günsteröder Höhe, im Schwalm-Eder-Kreis durch das Dorf Schnellrode, einem nordnordöstlichen Spangenberger Stadtteil, und kurz darauf vorbei am Spangenberger Gut Halbersdorf.
Schließlich erreicht der Essebach, die B 487 vorübergehend verlassend, die Spangenberger Kernstadt, in der er das auf dem Schloßberg stehende Schloss Spangenberg passiert, um nach Durchfließen des Ortsteils Elbersdorf, der an die Kernstadt und an den Schloßberg grenzt, und nach Unterqueren der B 487 auf etwa 219 m Höhe in den dort etwa von Osten kommenden Fulda-Zufluss Pfieffe zu münden.